# Bankesia borealis
Bankesia borealis är en fjärilsart som beskrevs av Maximilian Ferdinand Wocke 1862. Bankesia borealis ingår i släktet Bankesia och familjen säckspinnare. Inga underarter finns listade i Catalogue of Life.